# Катастрофа Boeing 737 у Дар'єні
Катастрофа Boeing 737 в Дар'єні — авіаційна катастрофа, що сталася в суботу 6 червня 1992 року на Дар'єнському розриві. Авіалайнер Boeing 737-204 Advanced авіакомпанії Copa Airlines виконував плановий рейс CMP201 за маршрутом Панама — Калі, але менш ніж через 24 хвилини після зльоту втратив керування, розсипався на частини та звалився на землю. Загинули всі 47 людей, що перебували на його борту, — 40 пасажирів і 7 членів екіпажу.
На 2023 катастрофа рейсу 201 залишається найбільшою авіакатастрофою в історії Панами.

## Літак
Boeing 737-204 Advanced (заводський номер 22059, серійний 631) був випущений у 1980 році (перший політ здійснив 15 січня) і на період випробувань отримав бортовий номер N8985V. Оснащений двома турбореактивними двигунами Pratt & Whitney JT8D-15, пасажиромісткість салону становила 124 місця. Після проведення всіх необхідних тестів лайнер був перереєстрований та отримав бортовий номер G-BGYL, після чого був проданий авіакомпанії Britannia Airways, до якої надійшов 18 лютого та отримав ім'я Jean Batten. У 1992 році було продано авіакомпанії Copa Airlines, до якої надійшов 17 квітня й отримав бортовий номер HP-1205-CMP. На день катастрофи здійснив 17 845 циклів «зліт — посадка» і налітав 45 946 годин 47 хвилин.

## Екіпаж та пасажири
Літаком керував досвідчений екіпаж, склад якого був таким:
- Командир повітряного судна (КПС) — 55-річний Рафаель Карлос Чіаль (ісп. Rafael Carlos Chial). Дуже досвідчений пілот, був кваліфікований для польотів на одно-і багаторухових літаках, у тому числі: Douglas DC-3, HS-748, Convair CV-240, CV-340, CV-440, Boeing 727 та Boeing 737. На Boeing 737 був кваліфікований у серпні 1980 року. У березні 1990 року (чи 1991 року, у звіті є розбіжності) переніс інфаркт міокарда, у зв'язку з чим короткочасно був усунений від польотів, але пізніше знову допущений з обмеженням трохи більш як 45 годин нальоту на місяць з перервами між польотами в 48—72 години. Налітав 23 750 годин, близько 7000 з них на Boeing 737[6].
- Другий пілот — 25-річний Сесарео Техада (ісп. Cesareo Tejada). Досвідчений пілот був кваліфікований на одно- і багаторухові літаки, у тому числі на другого пілота Boeing 737. Для корекції зору носив окуляри. Також у 1985 році проходив спеціальні лікувальні курси та вправи з позбавлення від високої чутливості до запаморочень. Після цього, за наявними даними, чутливість до запаморочення не спостерігалася. Налітав 3450 годин, близько 1600 їх на Boeing 737[6].

У салоні літака працювали п'ятеро бортпровідників:
- Ірис Караманьітес (ісп. Iris Karamañites),
- Флор Діас (ісп. Flor Díaz),
- Ванесса Льюїс (ісп. Vanessa Lewis),
- Ксенія Гусман (ісп. Xenia Guzmán),
- Рамон Буше (ісп. Ramón Bouche).

| Громадянство | Пасажири | Екіпаж | Усього |
| ------------ | -------- | ------ | ------ |
| Італія       | 1        | 0      | 1      |
| Колумбія     | 36       | 0      | 36     |
| Панама       | 1        | 7      | 8      |
| США          | 2        | 0      | 2      |
| Разом        | 40       | 7      | 47     |

## Хронологія подій
Boeing 737-204 Advanced борт HP-1205CMP виконував регулярний пасажирський рейс CMP201 (позивний Copa 201) з Панами (Панама) в Калі (Колумбія). У Панамі в його баки було залито 10 тонн авіапального та о 20:36 EST лайнер із 7 членами екіпажу та 40 пасажирами на борту злетів зі злітної смуги № 21L панамського аеропорту Токумен. Згідно з планом, політ до Калі на першій ділянці мав виконуватися за вектором 149°, але о 20:37 екіпаж вперше зв'язався з Панамським центром УВС і запросив курс 120°, щоб обійти Панамську затоку, де стояла погана погода. Після цього запиту екіпаж зробив ще один, але вже на курс 90°, що диспетчер дозволив. Також згідно з планом політ мав проходити на ешелоні FL270 (8250 метрів), але цей ешелон на той момент був недоступний, оскільки по ньому в південно-східному напрямку прямував інший літак. Диспетчер повідомив екіпажу про зайнятість ешелону FL270, але попередив, що ешелони FL250 (7600 метрів) та FL290 (8850 метрів) вільні; екіпаж у результаті вибрав підйом до ешелону FL250. О 20:45 (через 9 хвилин після зльоту) екіпаж запросив диспетчера дозвіл на заняття повітряного коридору A321, що диспетчер дозволив.
О 20:46 екіпаж запросив у диспетчера додаткову інформацію про погодні умови на маршруті польоту. Диспетчер повідомив, що на радіолокаторі за 48—80 кілометрів від аеропорту спостерігаються суцільні хмари, а від 80 до 96 кілометрів від аеропорту вже спостерігаються прояснення. Також диспетчер попередив, що через можливості радіолокатора він не може визначити погоду далі, ніж за 96 кілометрів від аеропорту. Оскільки вже понад цю відстань радіолокатор може відображати лише вторинні цілі — сигнали відповідачів літаків. О 20:48 екіпаж доповів про заняття ешелону FL250. Це був останній зафіксований радіообмін із рейсом CMP201. Згодом співробітники авіакомпанії впізнали за голосом, що радіопереговори здійснював КПС, виходячи з чого з урахуванням поширеної в компанії практики управління літаком виконував другий пілот.

## Остаточна причина катастрофи

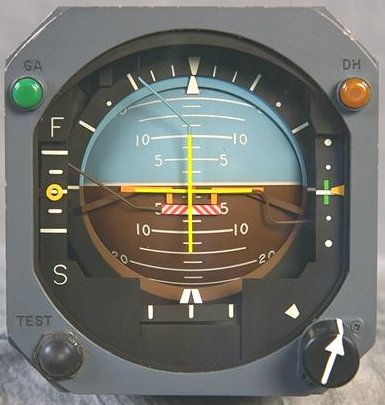
Авіагоризонт

У результаті розслідування комісія дійшла висновку, що причиною катастрофи рейсу CMP201 стало порушення в роботі авіагоризонту, викликане коротким замиканням і відмовою вертикального гіроскопа. Політ виконувався вночі на крейсерській висоті, через що екіпаж не міг бачити природний обрій, а тому керувався лише свідченнями авіагоризонту, доки не втратив контроль над літаком. Перехресна перевірка показань основного та резервного авіагоризонтів при цьому не проводилась. Катастрофі сприяло і те, що парк літаків авіакомпанії не був стандартизований, оскільки Copa Airlines закуповувала лайнери в інших авіакомпаній: Britannia Airways (їй і належав розбитий літак), Lufthansa, Air New Zealand, Gulf Air, Malaysian Airline System (MAS) і Thai Airways International. У результаті пілоти, приймаючи черговий літак, насамперед визначали розташування тумблерів. Також у тренуваннях льотних екіпажів, що проводяться авіакомпанією, недостатньо уваги приділялося питанню про взаємодію між пілотами в кабіні.

## Культурні аспекти
Катастрофа рейсу 201 Copa Airlines показана в 14-му сезоні канадського документального телесеріалу «Розслідування авіакатастроф» у серії «Зниклий над джунглями». При цьом, в анімації показана неправильна ліврея літака (в анімації звичайна ліврея Copa, хоча насправді у літака була ліврея Brittania з написом «Copa»).